# Bucșani, Giurgiu
Bucșani este satul de reședință al comunei cu același nume din județul Giurgiu, Muntenia, România. La recensământul din 2002 avea o populație de 1090 locuitori.